# Piazza Maggiore (Bologna)
Die Piazza Maggiore ist der Hauptplatz von Bologna. Er ist von den bedeutendsten Gebäuden der mittelalterlichen Innenstadt umgeben. Das älteste ist der aus dem 13. Jahrhundert stammende Palazzo del Podestà, der den Platz zur nördlichen Seite schließt. Er wird vom Torre dell’Arengo überragt, zu dem der Palazzo Re Enzo hinzugebaut wurde.

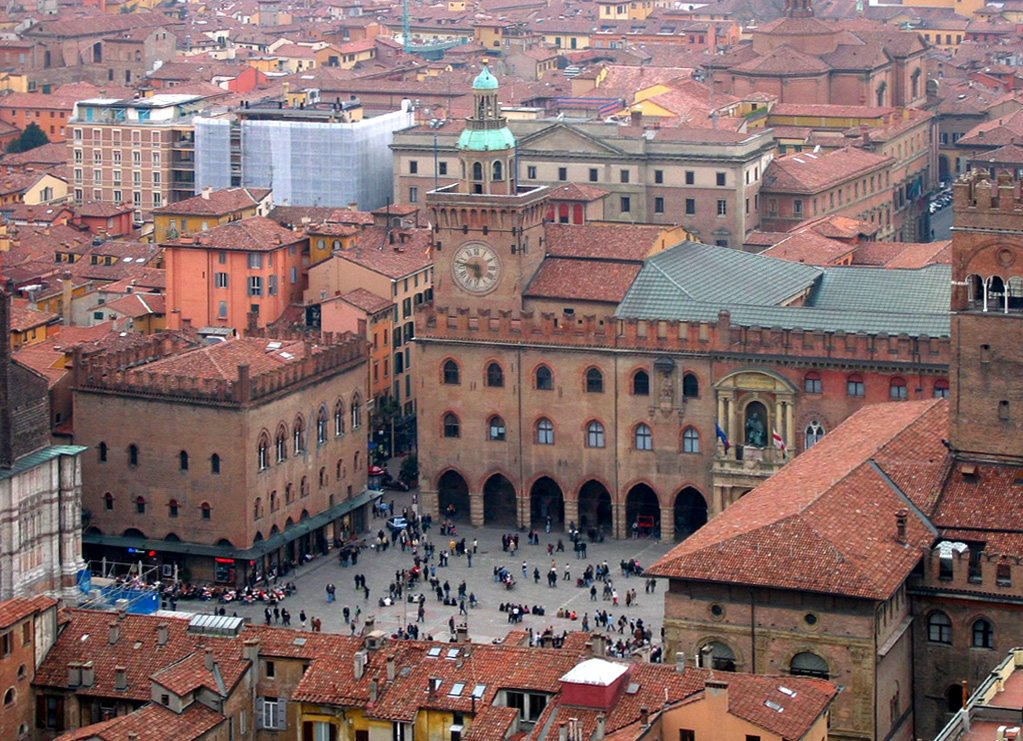
Luftbild der Piazza Maggiore

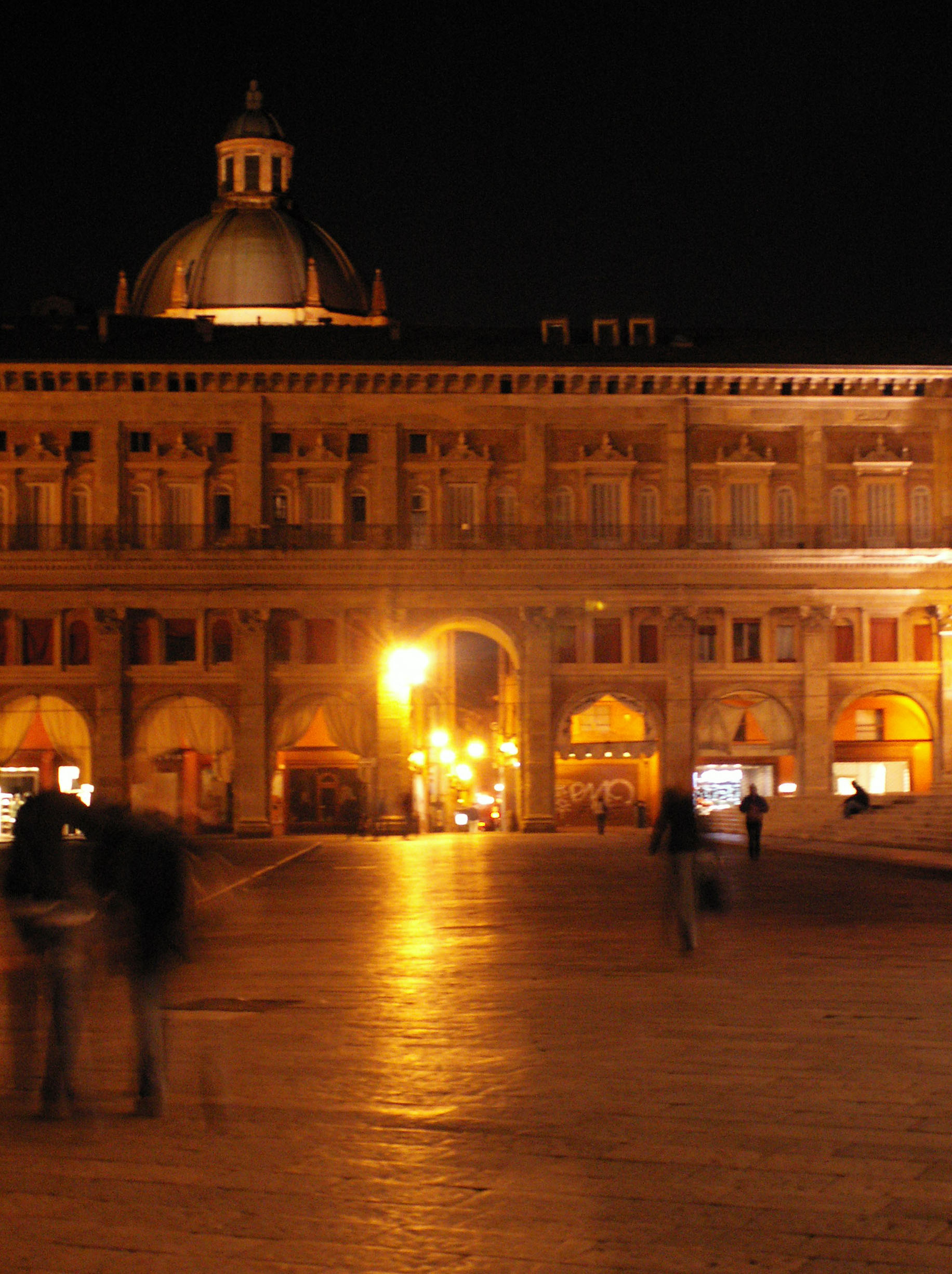
Piazza Maggiore, der Palazzo dei Banchi und der Bogengang Pavaglione

## Geschichte
Der Platz entstand im 13. Jahrhundert als Marktplatz, dazu wurden einige Gebäude von der Gemeinde erworben und abgerissen.
Erst im 15. Jahrhundert erhielt die Piazza den heutigen Grundriss, während im 16. Jahrhundert die gesamte Zone auf Anordnung des Papstes durch Kardinal Karl Borromäus umgestaltet wurde: Die angrenzende Piazza Nettuno wurde mit dem Neptunbrunnen vom Giambologna und dem Palazzo dell’Archiginnasio bereichert.

## Beschreibung
Der Platz wird im Westen vom Palazzo d’Accursio (Palazzo Comunale) begrenzt, einem majestätischen Bauwerk aus dem 14. Jahrhundert, das heute als Rathaus dient. Im selben Gebäude befindet sich auch das Museo Morandi, davor der Neptunbrunnen.
An der südlichen Seite, gegenüber dem Palazzo del Podestà ragt die unvollendete Fassade der Basilika San Petronio hoch, ein Beispiel für italienische Gotik, die gegen Ende des 14. Jahrhunderts begonnen und erst drei Jahrhunderte später beendet wurde.
An der östlichen Seite liegt der Palazzo dei Banchi, eigentlich eine schlichte Fassade, die zwischen 1565 und 1568 nach dem Vorbild von Giacomo Barozzi errichtet wurde, um die zuvor dort stehenden bescheideneren Gebäude zu ersetzen, wenn auch unter Berücksichtigung der alten Straßen, die sich dort kreuzten. Der verlängerte Teil des Bogengangs am Palazzo dei Banchi ist der Bogengang des Archiginnasio, dem mittelalterlichen Sitz der Universität Bologna und eine der reichsten Bibliotheken Italiens und Europas.
1860 wurde die Piazza Maggiore dem König Viktor Emanuel II. gewidmet, die so bis 1945 hieß, als das Denkmal vom König auf dem Pferd in die Giardini Margherita verlegt wurde, wo es sich heute noch befindet.

## Gebäude
Die Gebäude um die Piazza Maggiore sind:
- der Palazzo dei Notai, errichtet zwischen 1384 und 1422
- der Palazzo d’Accursio (Palazzo Comunale), errichtet 1290 und nach einem Brand (1425) vom Architekten Fioravante Fioravanti renoviert: im Gebäude sind die Stadtkunstsammlungen von Bologna und das Museo Morandi.
- der Palazzo del Podestà, errichtet 1201, und zwischen 1472 und 1484 von den Herrschern Bentivoglio weitgehend renoviert.
- der Palazzo dei Banchi von 1412, in dem Bank- und Wechselstubenangestellte tätig waren, wurde 1568 nach Anleitung von Vignola erbaut, zusammen mit seinem berühmten Bogengang, den die Bologneser Pavaglione nennen.
- die Basilika San Petronio wurde 1390 nach Anleitung von Antonio di Vincenzo aufgebaut und blieb unvollendet.

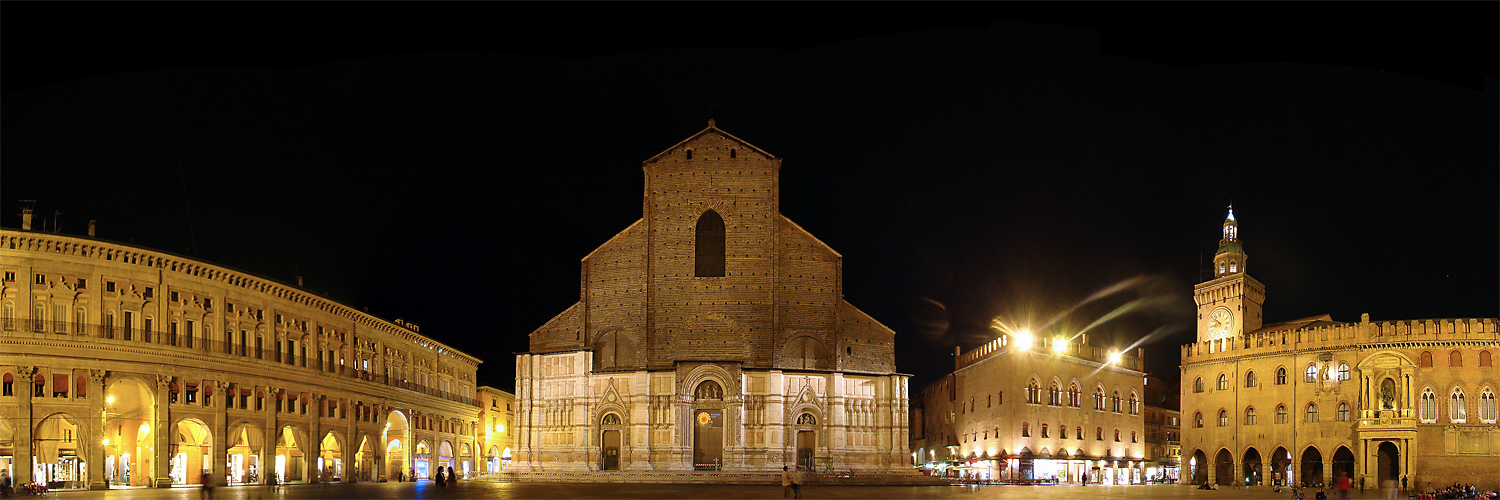
V. l. n. r.: Palazzo dei Banchi, Basilika San Petronio, Palazzo dei Notai, Palazzo d’Accursio